# Swimming in the Stars
«Swimming in the Stars» —en español: «Nadando en las estrellas»— es una canción grabada por la cantante estadounidense Britney Spears e incluida en la reedición 2020 de la versión de lujo de su noveno álbum de estudio Glory (2016). Se publicó el 2 de diciembre de 2020 como la quinta canción promocional del álbum, lanzamiento que coincidió con el cumpleaños número treinta y nueve de Spears.
La canción escrita por Dan Book, Alexei Misoul y Matthew Koma, es un descarte del álbum Glory (2016) y la tercera pista, además de «Mood Ring» y «Matches», que no fue incluida en la versión estándar o de lujo del álbum y que posteriormente es publicada de manera oficial por RCA.

## Antecedentes y composición

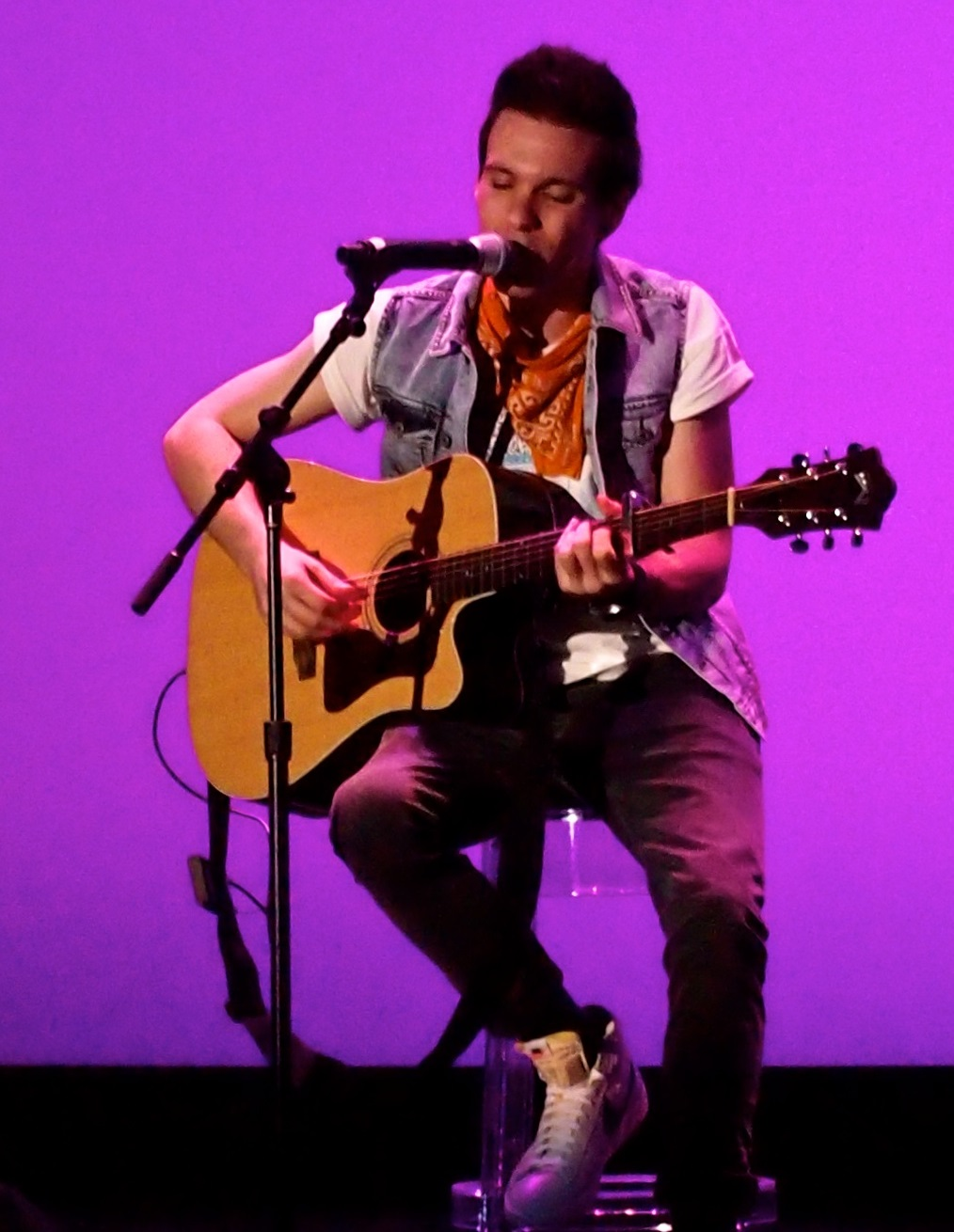
Matthew Koma coescribió y coprodujo «Swimming in the Stars», y agregó que, trabajar con Spears fue una experiencia "surrealista" para él.

En 2015 el productor y compositor musical Matthew Koma reveló que había estado trabajando para el noveno álbum de estudio de Spears (Glory, 2016), pese a ello, el trabajo realizado jamás llegó a ser incluido en el corte final del mismo. Durante una entrevista con Popcrush, Koma comentó sobre su colaboración con Spears añadiendo que "Ella (Spears) es extremadamente talentosa" y que es "súper surrealista sentarse allí y escuchar a Britney Spears cantar una de tus canciones". La canción se grabó en 2016.
«Swimming in the Stars» es una balada electro pop que contiene un ritmo cargado de sintetizadores. Se encuentra escrita por Dan Book, Alexei Misoul y Matthew Koma. La canción contiene letras optimistas y pegadizas con un escapismo soñador que se extiende a lo largo del coro de la canción. Según Jenzia Burgos de StyleCaster, la canción recuerda el interés de Spears por la astrología, ejemplificado en el puente de la canción, donde Spears canta sobre el signo del zodíaco de su hermana: "What if we could float here forever? / In these Gemini dreams together".

## Lanzamiento y recepción de la crítica
El 11 de noviembre de 2020 se anunció el lanzamiento de la canción en formato vinilo, esto como parte de la promoción "11/11 Singles Day" de Urban Outfitters, sin embargo, los pedidos se enviaron el 15 de enero de 2021. Luego de su anuncio, se filtró en línea un fragmento de 12 segundos de duración. Más tarde, el 2 de diciembre de 2020, se publicaría a través de las plataformas digitales de descarga y reproducción como la quinta canción promocional de la reedición 2020 de la versión de lujo de Glory, lanzamiento que coincidió con el cumpleaños número treinta y nueve de Spears.
Jon Blistein de Rolling Stone comentó que «Swimming in the Stars» "cuenta con un gran ritmo de batería pop, que presenta un lavado de sintetizadores atmosféricos y la inconfundible voz de Spears mientras canta". Rebecca Alter para Vulture.com dijo que «Swimming in the Stars» tiene "un gran sonido de polvo de estrellas líquido, reluciente y sintético, perfecto para observar las estrellas cuando oscurece". Gary Dinges de USA Today declaró que la canción es "un clásico de Britney" y contiene "letras pegadizas". Lake Schatz de Consequence of Sound describió la letra de la canción como "positiva", ya que están hablando de "olvidar brevemente nuestras preocupaciones y aferrarse a la alegría". Mike Wass de Idolator llamó a la canción una "joya absoluta" y describió el coro de la canción como "arrollador".
Idolator incluyó la canción en el puesto número 15 en su lista de las 100 mejores canciones pop de 2020.

## Créditos y personal
Créditos adaptados de Tidal.
- Britney Spears – Voz principal
- Klara Elias – Voz de fondo adicional
- Matthew Koma – Composición, Producción, Ingeniero
- Dan Book – Composición
- Alexei Misoul – Composición
- Emily Wright – Producción vocal
- Rachael Findlen – Asistencia de ingeniero
- Adam Hawkins – Mezcla
- Dave Kutch – Masterización

## Posicionamientos en listas

### Listas semanales
| América del Norte |                             |    |        |
| Canadá            | Canadian Digital Songs      | 25 | [ 18 ] |
| Estados Unidos    | Digital Songs               | 18 | [ 19 ] |
| Asia              |                             |    |        |
| Malasia           | Top 20 canciones            | 3  | [ 20 ] |
| Europa            |                             |    |        |
| Alemania          | Top 100 canciones digitales | 28 | [ 21 ] |
| Croacia           | Top 100 canciones           | 96 | [ 22 ] |
| Francia           | Top 100 canciones digitales | 20 | [ 23 ] |
| Hungría           | Top 40 canciones            | 13 | [ 24 ] |
| Reino Unido       | Top 100 canciones digitales | 36 | [ 25 ] |
| Oceanía           |                             |    |        |
| Nueva Zelanda     | Top 100 canciones           | 37 | [ 26 ] |

## Historial de publicaciones
| País                       | Fecha                  | Formato                      | Discográfica | Ref.   |
| -------------------------- | ---------------------- | ---------------------------- | ------------ | ------ |
| Historial de publicaciones |                        |                              |              |        |
| Varios                     | 2 de diciembre de 2020 | Descarga digital - Streaming | RCA          | [ 27 ] |
| Estados Unidos             | 15 de enero de 2021    | Vinilo                       | RCA          | [ 28 ] |